# 57 Pułk Artylerii Konnej
57 pułk artylerii konnej (57 pak) – oddział artylerii konnej ludowego Wojska Polskiego.
Sformowany jako organiczna jednostka 1 Warszawskiej Dywizji Kawalerii na mocy rozkazu Naczelnego Dowódcy WP nr 0122/org. z 15 maja 1945.
Do utworzenia pułku wykorzystano żołnierzy i sprzęt 4 dywizjonu artylerii konnej z 1 Warszawskiej Samodzielnej Brygady Kawalerii.
Do rozformowania w składzie 1 Warszawskiej Dywizji Kawalerii.
Proporczyk na lance i na mundur czarno-czerwony.

## Dowódcy pułku
- mjr Aleksander Kochniuk (12 maja – 27 lipca 1945)
- ppłk Julian Jasiuczenia (27 lipca – 25 października 1945)
- ppłk Franciszek Rafacz (25 października 1945 do rozformowania)